# علم نفس الحشود
سيكولوجية الحشود وهي ظاهرة تشكل جزءا من دراسة أوسع تسمى علم النفس الاجتماعي. المفهوم الأساسي لعلم نفس الحشد هو أن عمليات التفكير وأنماط السلوك الفردي والتي غالبا ما تختلف من مجموعة أكبر، بالرغم من أن تلك المجموعة أنفسهم في كثير من الأحيان يتكيفون مع توقعات البيئة أو المجتمع المحيط والثقافة كالعادات والتقاليد، فتجبر تلك الاختلافات بعض الافراد على تعديل السمات الفردية لتتكيف مع الحشد. تختلف نظريات علم النفس تركز على حشد كل واعية واللاوعي الأفراد بطرق تتفق مع عقلية الجمهور.
تلاقي نظرية تطبق على الحشود وعلم النفس هو أن سلوك الحشد يتخذ شكل القائمة والتركيز على المدخلات من الأفراد الذين يشكلون هذه المجموعة. ضمن إطار هذا النوع من الجمهور وعلم النفس، والأشخاص الذين يرغبون في أن يصبحوا جزءا من الفريق الحالي أن يختار بين أن تحدد التفكير السائدة. في بعض الحالات، قد يعني ذلك التقليل أو التنازل عن الجنسية أو المعتقدات والسلوكيات التي لا تنسجم مع الأغلبية.
- ومع ذلك، يمكن أن يحدث تغيير في المجموعة مع مرور الوقت، وذلك نتيجة لتحديد الأشخاص الذين جديدة مع جزء من المعتقدات والسلوكيات للجماعة، ولكن أيضا مفاهيم جديدة إلى جماعة معهم. مجموعات من الناس على استيعاب تلك الأفكار الجديدة، فإن ثقافة المجموعة التغييرات. وهذه عملية يمكن أن تأخذ فترات طويلة من الزمن، ومنذ سنوات عديدة قد تكون خفية حتى أن أكثر التقليدية أعضاء المجموعة قد تكون على علم الزيادة معدل التغير.
- الناشئة بين القاعدة لحشد الجماهير وعلم النفس تؤكد أن هناك مجموعات من الأفراد الذين عادة ما تجتمع حول تأسيس علاقة التفاهم، ولكنها ما زالت تحتفظ الكثير من السمات الفردية. هو تعبير عن هذه الصفات الفردية التي يمكن الحصول بها على غيرهم من أفراد المجتمع، وتصبح في النهاية جزءا من مجمل عقلية الجماعة. في هذه العملية، على مختلف أعضاء الأدوار داخل المجتمع، مع بعض القادة في الظهور، في حين أن البعض الآخر لا يزال يصبح المديرون وغيرهم من أتباع نشطة. داخل كل مجموعة وعلم النفس، هي تلك التي لا تزال سلبية وتميل إلى الموافقة على الأغلبية. أدوار ليست منقوشة على الحجر، لذلك فإن من الممكن للفرد أن يعمل بوصفه قائدا في وقت من الأوقات، وتعدل في وقت لاحق من حياته لهذا التعبير من أتباع أو مدير.
- كما هو الحال بالنسبة لأي نظرية في علم النفس، وهناك عدد من النهج الأخرى لحشد وعلم النفس التي تميل إلى تحديد مسؤولية الأفراد وديناميات الجماعة وردود الفعل على مجموعة واسعة من المواقف والدوافع. لا يزال هناك قدر كبير من الجدل حول ما إذا كانت مجموعات من الناس تؤثر في الفرد أو ما إذا كان يتصرف بشكل جماعي هي نتيجة للخيارات التي يقدمها الأفراد. مع بعض وتستحق الكثير من الأمثلة للتدليل على كل نهج وعلم النفس وستواصل حشد تكون مثيرة مجال الدراسة لسنوات عديدة قادمة
- وتسمى أيضا بالتوجيه للعقل الجماعي من خلال تقنيات الإيحاء المباشر أو غير المباشر كنوع من التوجيه .وتطورت هذه التقنية وتم الاهتمام بها من قبل الهيئات العسكرية والمنظمات الإعلامية حديثا.